# 格雷厄姆·斯坦斯
格雷厄姆·斯图尔特·斯坦斯（英語：Graham Stuart Staines，1942年—1999年1月23日），是澳大利亚籍的传教士，长期在印度生活和工作，致力于照顾贫困和麻风病患者。
1999年他与两个儿子被一群暴民烧死。